# تاکاشی اونو
تاکاشی اونو (به انگلیسی: Takashi Ono) ورزشکار مرد رشتهٔ ژیمناستیک اهل کشور ژاپن بود. وی در بین سال‌های ‎۱۹۵۲ تا ۱۹۶۴ میلادی در مسابقات بازی‌های المپیک تابستانی در مجموع ۱۳ مدال، شامل ۵ مدال طلا ، ۴ نقره و ۴ برنز را کسب کرد.